# موزا بنت ناصر
موزا بنت ناصر بن عبدالله المسند (زادهٔ ۱۵ ژانویه ۱۹۵۹ در الخور، شمال قطر) همسر دوم حمد بن خلیفه آل ثانی امیر پیشین قطر است. وی فارغ‌التحصیل جامعه‌شناسی از دانشگاه قطر است. او نماینده ویژه یونسکو در امور آموزش پایه و پیشرفته و همچنین رئیس بنیاد آموزش و علوم و توسعه مؤسسه قطر و موسسه صلتک می‌باشد.
او مادر امیر فعلی قطر، تمیم بن حمد بن خلیفه آل ثانی، است. وی توجه ویژه‌ای به مسائل مربوط به خانواده، آموزش، علوم، مسائل فرهنگی و پیشرفت جامعه دارد. با فعالیت‌های موزه بنت ناصر در بخش آموزش و سرمایه‌گذاری صدها میلیون دلاری قطر دراین بخش سبب شد تا مراکز معتبر آموزش عالی جهانی شعبه خود را در شهرآموزش قطر دایر کنند. این شهر در زمینی به مساحت ۱۰ کیلومتر مربع در نزدیکی دوحه تأسیس شده‌است.

## زندگی
موزا دختر ناصر بن عبدالله آل مسند است و پدر او یکی از کنشگران سیاسی و رئیس پیشین طایفه المنهدی بنی هاجر است. خاندان المسند شاخه‌ای از خاندان بنی هاجر است که خود مربوط به آل مهانده هستند که در الخور در ساحل شرقی قطر و ۵۰ کیلومتری پایتخت آن دوحه ساکنند. پدر موزا پس از آزادی از زندان به دلیل فعالیت‌های سیاسی خود و به عنوان اقدامی سرپیچانه از سیاست‌های امیر سابق احمد بن علی آل ثانی، در سال ۱۹۶۴ کل طایفه المنهدی را به تبعیدی خودخواسته به کویت هدایت کرد. ناصر در سال ۱۹۷۷ با خانواده نزدیکش به قطر بازگشت و در همان سال دخترش موزا با حمد بن خلیفه آل ثانی، ولیعهد وقت قطر ازدواج کرد. موزا موفق به دریافت مدرک کارشناسی در رشته جامعه‌شناسی از دانشگاه قطر در سال ۱۹۸۶ و کارشناسی ارشد سیاست عمومی در اسلام از دانشگاه حمد بن خلیفه شده‌است. او در سال ۲۰۰۳ نیز موفق به دریافت مدرک افتخاری دکترای علوم انسانی از دانشگاه ویرجینیا کامنولث شد. وی همچنین از دانشگاه ای اند ام تگزاس، دانشگاه کارنگی ملون، امپریال کالج لندن و شعبه دوحه دانشگاه جرج‌تاون نیز دارای مدرک دکترای افتخاری است.

## عنوان‌ها، سبک‌ها و افتخارات

### عنوان‌ها و سبک‌ها
از موزا به نام «والاحضرت شیخه موزا بنت ناصر» یاد می‌شود.

### افتخارات

#### افتخارات خارجی
- کرواسی: صلیب بزرگ نشان ملکه یلنا[۱۵]
- ایتالیا: صلیب بزرگ نشان شایستگی جمهوری ایتالیا[۱۶]
- مالزی: فرمانده بزرگ افتخاری نشان مدافع قلمرو[۱۷]
- مراکش: بانوی نشان محممد
- هلند:
  - بانوی صلیب بزرگ نشان شیر هلند
  - دریافت‌کنندهٔ مدال گشایش پادشاه ویلم-الکساندر
- پرتغال: صلیب بزرگ نشان شاهزاده هنری
- اسپانیا: بانوی صلیب بزرگ نشان ایزابلای کاتولیک[۱۸]
- بریتانیا: بانوی فرمانده افتخاری نشان امپراتوری بریتانیا[۱۹]

#### جوایز خارجی
- لهستان: عضو نشان لبخند[۲۰]
- بریتانیا
  - موسسه سلطنتی امور بین‌الملل: جایزه چتم هاوس[۲۱]
  - دریافت‌کنندهٔ مدال خیرخواهانه اندرو کارنگی[۲۲][۲۳]
- ایالات متحده آمریکا
  - دانشگاه کارنگی ملون: مدرک افتخاری دکتر نامه‌های انسانی[۲۴]
  - کتابخانه ریاست جمهوری جرج بوش: جایزه تعالی در خدمات عمومی جورج بوش[۲۵][۲۶]
  - دانشگاه ویرجینیا کامنولث: مدرک افتخاری دکتر نامه‌های انسانی[۲۷]

## فرزندان

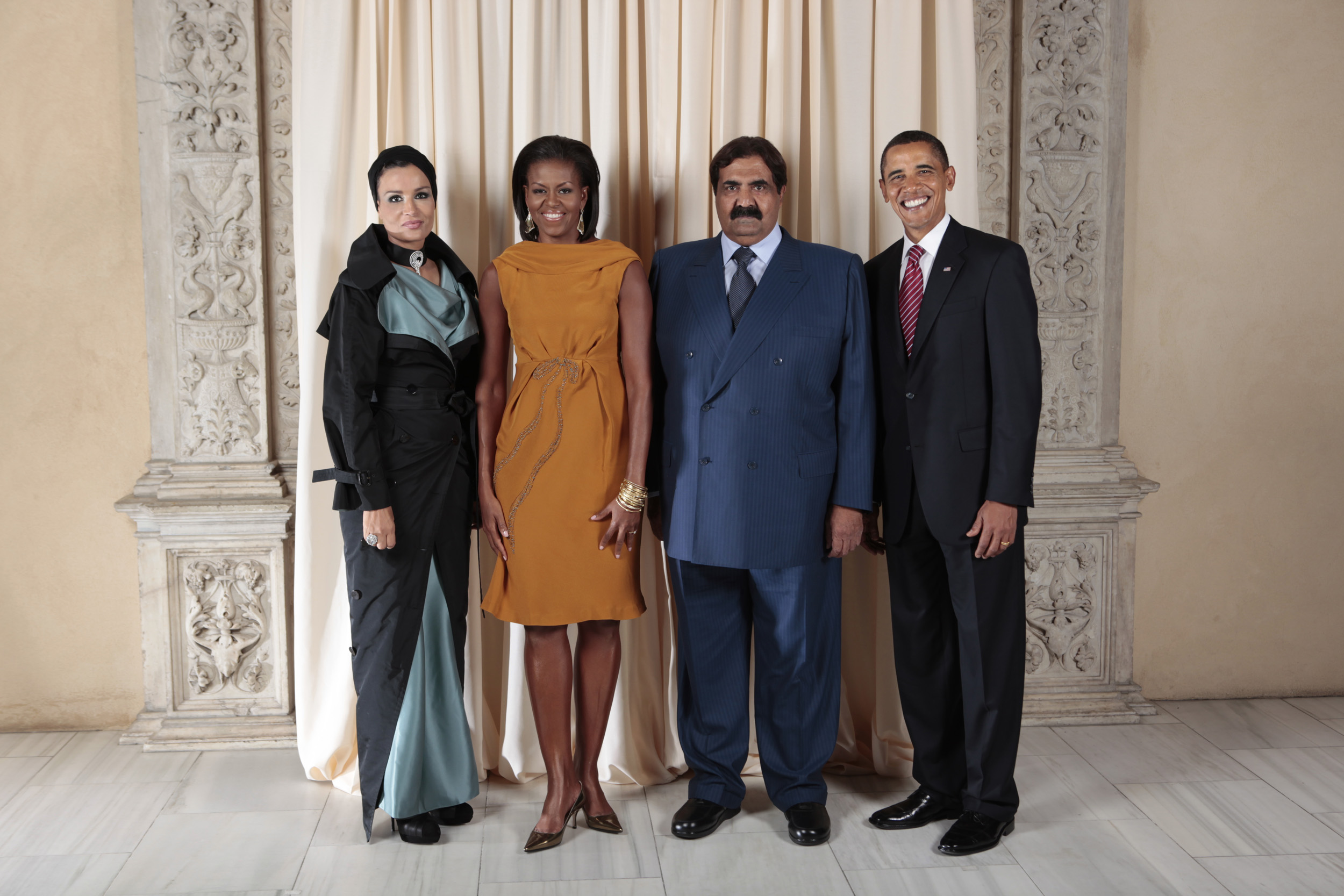
موزا و همسرش در کنار باراک و میشل اوباما

شیخه موزا در سال ۱۹۷۷ با شیخ حمد ازدواج کرد که حاصل این ازدواج پنج پسر و دو دختر است:
- شیخ جاسم بن حمد آل‌ثانی (متولد ۱۹۷۸) - ولیعهد قطر تا سال ۲۰۰۳
- شیخ تمیم بن حمد آل‌ثانی (متولد ۱۹۸۰) - امیر کنونی قطر و ولیعهد قطر بین سالهای ۲۰۰۳ تا ۲۰۱۳
- شیخه میاسه بنت حمد آل‌ثانی (متولد ۱۹۸۳)
- شیخه هند بنت حمد آل‌ثانی (متولد ۱۹۸۴)
- شیخ جوعان بن حمد آل‌ثانی (متولد ۱۹۸۴)
- شیخ محمد بن حمد آل‌ثانی (متولد ۱۹۸۸)
- شیخ خلیفه بن حمد آل‌ثانی (متولد ۱۹۹۱)